# Выпадение прямой кишки
Выпаде́ние прямо́й кишки́ (иначе Ректа́льный прола́пс, лат. prolapsus recti) — заболевание, образующееся частичным или полным нахождением прямой кишки за пределами ануса. Даже в своих самых тяжёлых формах это заболевание, как правило, не угрожает жизни пациента, однако сопровождается изнурительными симптомами. Этиология выпадения прямой кишки остаётся предметом дискуссий специалистов, и причины возникновения заболевания установлены лишь для отдельных случаев. Выпадение прямой кишки случается относительно редко, встречается у людей обоих полов и всех возрастных групп, но пожилые люди подвержены заболеванию чаще других. В настоящее время существует множество предложенных способов лечения заболевания, в частности опробовано более ста различных видов хирургического вмешательства, но среди этих способов нет метода лечения, который был бы признан специалистами оптимальным.

## Причины заболевания
Этиология выпадения прямой кишки не установлена. В 1967 году с появлением дефекографии удалось определить, что выпадение прямой кишки всегда начинается с инвагинации кишечника. Это явление встречается часто и, как правило, не несёт за собой серьёзных последствий, однако в ряде случаев по неустановленным пока причинам прогрессирует и приводит к выпадению прямой кишки.
Существует ряд факторов, которые зачастую способствуют заболеванию, однако во многих случаях неизвестно, являются ли эти факторы первичными или вторичными по отношению к собственно выпадению прямой кишки. Среди часто называемых возможных факторов, способствующих выпадению прямой кишки, присутствуют хроническое натуживание при дефекации, роды, перенесённые ранее операции и неврологические заболевания, а также ряд анатомических особенностей строения таза и кишечника, которые включают в себя:
1. Необычно глубокое прямокишечно-маточное углубление[4][5]
2. Слабость мышц, удерживающих прямую кишку[3][4][5]
3. Удлинённая брыжейка прямой кишки[3][5]
4. Избыточная сигмовидная кишка[4][5]
5. Диастаз[англ.] мышцы, поддерживающей задний проход[англ.][4][5]
6. Слабый сфинктер или зияющий задний проход[4][5]
7. Вертикальное расположение крестца и копчика[3]
8. Повышенное внутрибрюшное давление[3]

Распространение заболевания у различных возрастных групп, по-видимому, варьирует в разных странах. В США заболевание преобладает у пожилых женщин, для женщины старше 50 лет вероятность заболевания в 6 раз выше, чем для мужчины. Советские врачи считали, что заболевание чаще всего встречается у детей, а современные исследования на территории бывшего СССР считают взрослых мужчин наиболее подверженным заболеванию с коэффициентом 5 к 1.

## Симптомы заболевания
Основной жалобой пациентов, страдающих выпадением прямой кишки, является собственно выпадение кишки за пределы заднего прохода, что случается чаще при дефекации, а также при различных видах напряжений организма, связанного с кашлем, чиханием или с физическими нагрузками. Заболевание также сопровождается недержанием кала с частотой по разным данным от 35 до 80 % случаев, с запорами с частотой по разным данным от 25 до 50 % случаев, а также небольшими анальными кровотечениями. В хронических случаях накапливаются повреждения слизистой оболочки прямой кишки, которые вызывают затвердение и последующие омертвление её участков, кровотечения.
Заболевание, как правило, прогрессирует медленно, как развитие инвагинации кишечника, однако в ряде случаев особенно в связи с травмой или физической нагрузкой может развиться стремительно.

### Классификация стадий заболевания
Выделяется несколько стадий развития выпадения прямой кишки.
| Стадия | Симптомы | Возвращение кишки                                                                                                  | Лечение        |
| ------ | --- | --- | -------------- |
| I      | Незначительное выворачивание слизистой оболочки, как правило, во время дефекации. При последующим осмотре внешний вид ануса не свидетельствует о каких-либо аномалиях. | Прямая кишка быстро возвращается обратно самостоятельно.                                                           | Консервативное |
| II     | Выворачивание слизистой оболочки, как правило, во время дефекации. При последующим осмотре внешний вид ануса не свидетельствует о каких-либо аномалиях. | Прямая кишка возвращается на место самостоятельно, но медленно, иногда с незначительными анальными кровотечениями. | Консервативное |
| III    | Выпадение прямой кишки происходит не только при натуживании организма при дефекации, а и при любом напряжении (кашель, чихание, физическая нагрузка). Проявляется недержание газов, кала. Учащается анальные кровотечения и проявляются травмы прямой кишки — эрозия и некроз отдельных участков. Сфинктер остаётся расслабленным в течение длительного времени, при внешнем осмотре наблюдается зияющий задний проход. | Прямую кишку приходится вправлять назад с помощью пальцев.                                                         | Хирургическое  |
| IV     | Выпадение прямой кишки происходит легко, иногда просто при принятии вертикального положения тела. Наблюдается выпадение не только прямой кишки, но и отдельных участков сигмовидной. Развиваются некротические процессы на слизистой оболочке прямой кишки, нарушается чувствительность ануса, появляется зуд в области ануса.                                                                                          | Прямую кишку можно вправить только с большим трудом.                                                               | Хирургическое  |

Стадии развития выпадения прямой кишки
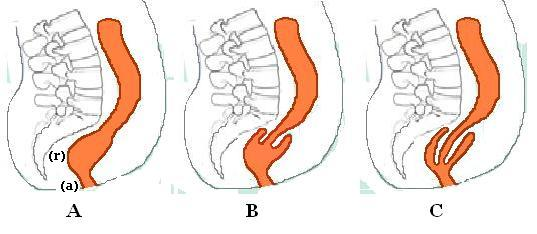
Постепенное развитие инвагинации кишечника от нормального состояния (А) к ректальной инвагинации (B) и анальной инвагинации (C)
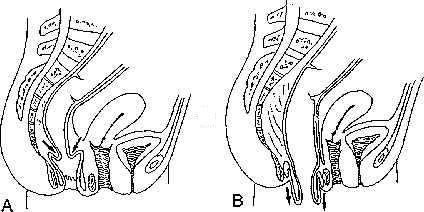
Развитие инвагинации прямой кишки (А) в выпадение прямой кишки (B)
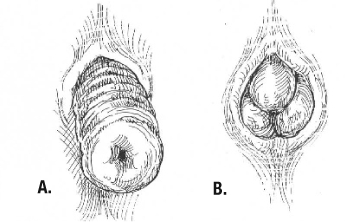
Полное выпадение прямой кишки (А) и частичное выпадение слизистой оболочки кишки (B).

## Методы лечения
В связи с тем, что этиология заболевания не выявлена, методология лечения различна. На территории СССР существовало множество вариантов хирургического вмешательства, и в западной медицине в настоящее время описано свыше ста различных вариантов операций, направленных на устранения выпадения прямой кишки.
На начальных стадиях заболевания, в особенности у детей, врачи в СССР рекомендовали консервативное лечение, включающее укрепляющие средства, витамины B1 и C, рыбий жир, а также диету, гимнастику, укрепляющую мышцы таза и специальные позы дефекации. При наличии воспалительных процессов на прямой кишке также применяются антибиотики.
С развитием заболевания и в особенности у взрослых консервативные методы лечения обычно не давали результатов. Для детей или взрослых до 25 лет в СССР успешно применялся инъекционный метод лечения, когда в параректальную клетчатку вводят склерозирующие растворы, например 70° этиловый спирт. Этот метод эффективен для детей, но не может применяться для взрослых старше 25 лет, так как часто сопровождается серьёзным некрозом тканей.
Различные виды хирургического вмешательства включают в себя эктомию прямой кишки, эктомию сигмовидной кишки, подвязывание прямой кишки, ректопексию, различные лапароскопические процедуры, ректосигмоидэктомию и различные комбинации этих методов.